# Zingiber curtisii
Zingiber curtisii là một loài thực vật có hoa trong họ Gừng. Loài này được Richard Eric Holttum miêu tả khoa học đầu tiên năm 1950.

## Mẫu định danh
Mẫu định danh: Curtis C. s.n.; thu thập tháng 8 năm 1898 ở tọa độ khoảng 4°19′58″B 101°12′0″Đ / 4,33278°B 101,2°Đ, núi Bujang Melaka, bang Perak, Malaysia. Mẫu holotype được lưu giữ tại Vườn Thực vật Singapore (SING).

## Từ nguyên
Tính từ định danh curtisii là để vinh danh nhà thực vật học người Anh Charles Curtis (1853-1928), giám quản đầu tiên của Vườn Thực vật Penang giai đoạn 1884-1903.

## Phân bố
Loài này có tại Malaysia (núi Bujang Melaka trong Khu bảo tồn rừng Sungai Salu Melaka, bang Perak). Môi trường sống là rừng nhiệt đới vùng đất thấp.

## Phân loại
Có quan hệ họ hàng gần với Z. chrysostachys - loài được Schumann (1904) xếp trong tổ Lampugium (= tổ Zingiber). Holttum gợi ý rằng nó rất có thể chỉ là một thứ của Z. chrysostachys.

## Mô tả
Thân lá tương tự như Z. chrysostachys. Cán hoa dài 10 cm hoặc hơn, bẹ màu tía bao quanh. Cụm hoa dài 10 cm, rộng 3 cm, gần hình trụ, đỉnh tù. Lá bắc màu vàng-xanh lục nhạt, dài 3-3,5 cm, rộng 1,5 cm, gần hình elip, đỉnh tù và hơi cụp trong, nhẵn nhụi hoặc gần nhẵn nhụi, mỏng. Lá bắc con hơi ngắn hơn lá bắc. Đài hoa cộng bầu nhụy dài ~2 cm. Ống tràng hơi dài hơn lá bắc con, các thùy dài ~2 cm, màu trắng. Cánh môi hiếm khi dài bằng thùy tràng hoa, màu trắng hoặc xỉn xám nhạt, tổng thể (bao gồm cả các thùy bên) nhiều đốm màu tía, hình dáng tương tự như cánh môi của Z. chrysostachys. Mào bao phấn màu tía sẫm.